# Ainhoa Artolazabal
Ainhoa Artolazabal Royo (Tolosa, 6 de marzo de 1972) es una exciclista española, bicampeona de España en ruta y olímpica en Barcelona 1992.

## Trayectoria
Nacida en Guipúzcoa (País Vasco) en 1972, comenzó a destacar en categoría juvenil, tomando ya parte en el Mundial junior de 1989. A lo largo de su carrera, fue principalmente una corredora de ciclismo en ruta, aunque también realizó alguna incursión en el ciclismo en pista. Sus hermanas Nekane y Josune también fueron ciclistas aunque no llegaron a alcanzar la proyección de Ainhoa.
Sus mayores éxitos se produjeron en 1992 cuando se proclamó campeona de España de ciclismo en ruta por primera vez y posteriormente participó en los Juegos Olímpicos de Barcelona 1992, donde fue la mejor representante española en dicha prueba. 
En 1993, se pasó al ciclismo en pista, aunque la falta de resultados le hizo volver al ciclismo en ruta. También participó (y finalizó) 3 ediciones del Tour de Francia femenino (48.ª en 1992, 35.ª en 1994 y 57.ª en 1995) y una del Giro de Italia (27.ª en 1994) y tomó parte en varios mundiales. Se retiró después de 1995. En su última temporada ganó por segunda vez el Campeonato de España.
Posteriormente  Artolazabal fue la seleccionadora nacional de ciclismo en ruta femenino en 2000. Actualmente es preparadora de corredores aficionados.
En 2016, Artolazabal puso en marcha el club de ciclismo femenino Caja Rural-Bidebide.

## Palmarés
- Subcampeona de España de ciclismo en Ruta (1991).
- 1 etapa de la Vuelta a Mallorca (1991).
- Campeona de España de ciclismo en Ruta (1992).
- Campeona de España de ciclismo en Ruta (1995).

### Participaciones en competiciones internacionales
- Mundial Junior de Krylatskoje 1989: 52.ª.
- Mundial de Stuttgart 1991: 63.ª.
- Juegos Olímpicos de Barcelona 1992: 34.ª.
- Mundial de Capo d'Orlando 1994: abandono.
- Mundial de Duitama 1995: 84.ª.